# Bildstock Job

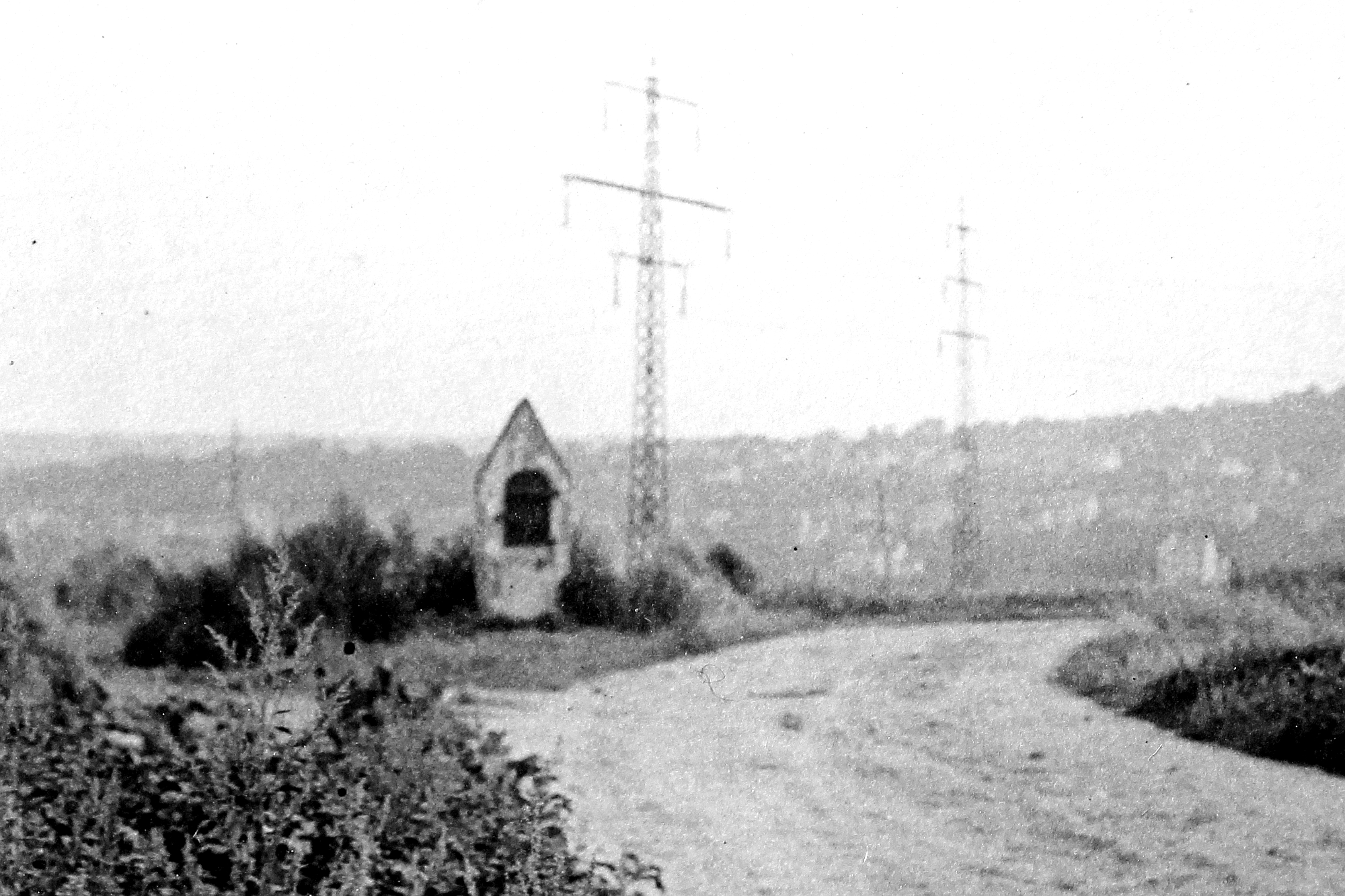
Bildstock Job an der Gabelung der Wege nach Mülheim und Kärlich, um 1950

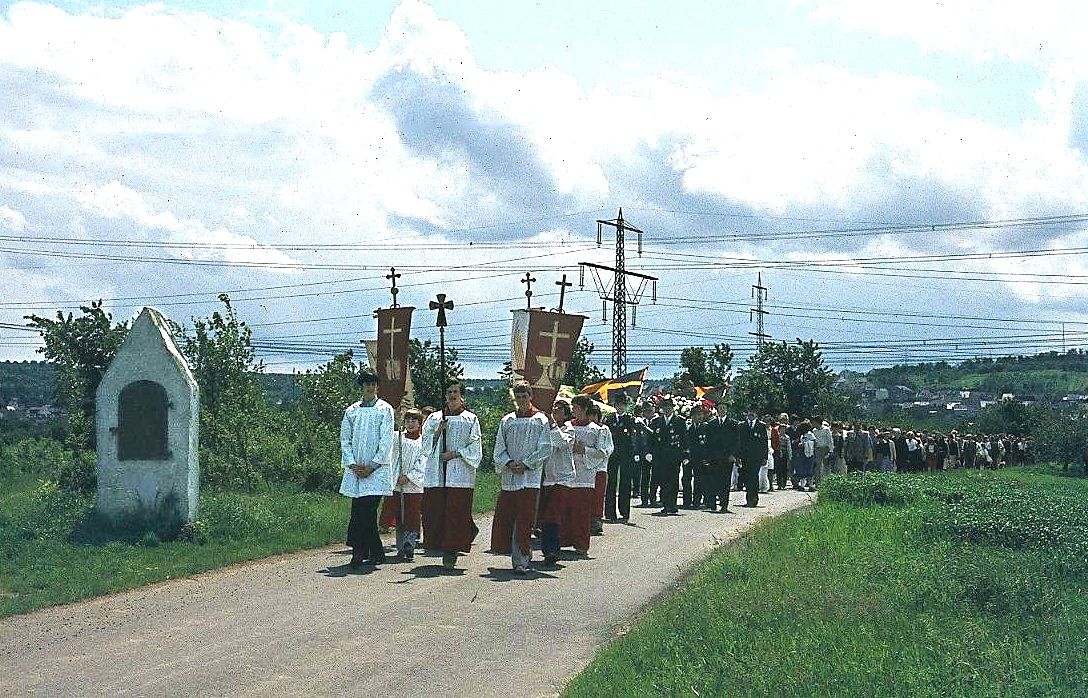
Prozession zum Guten Mann 1981, links der Bildstock

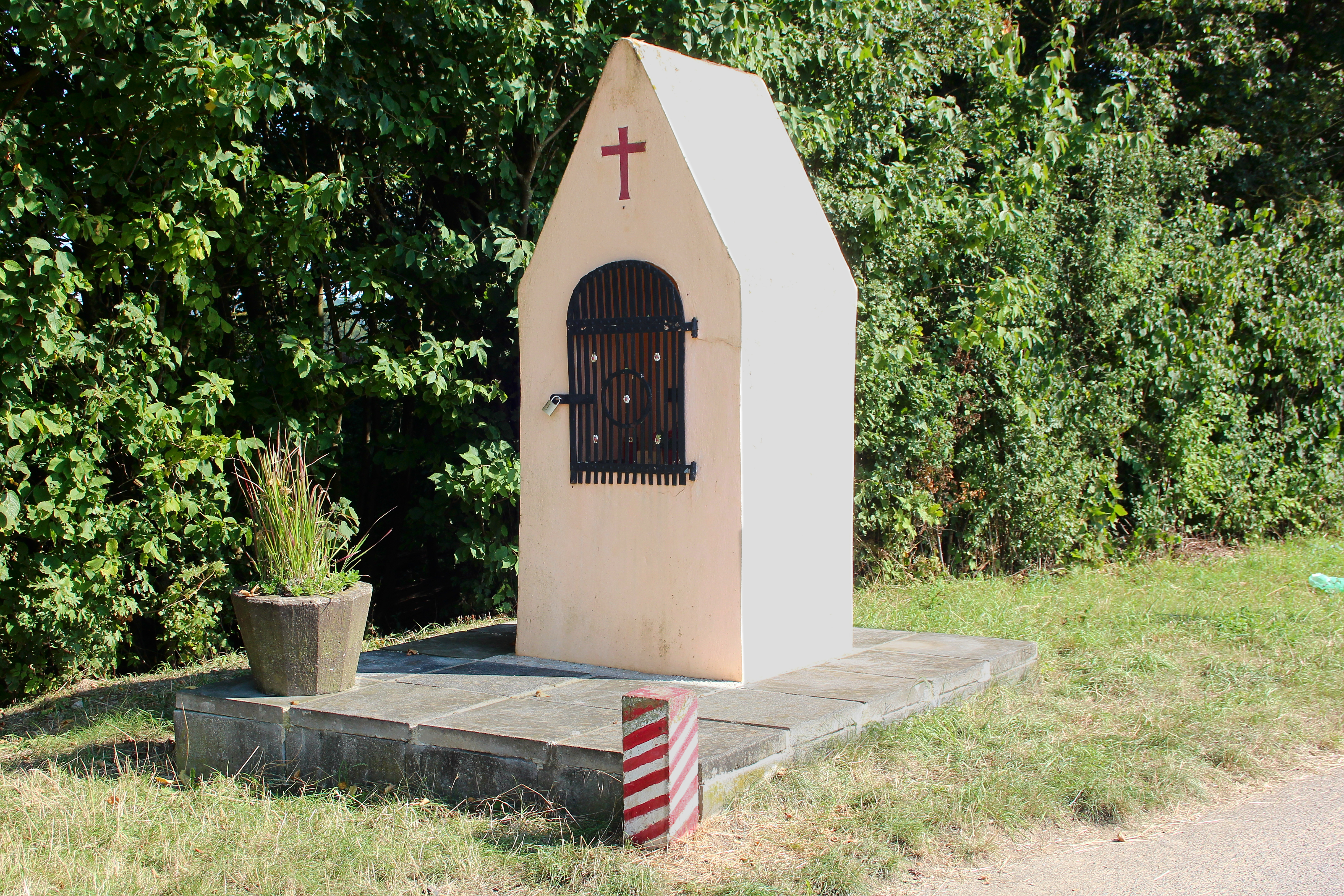
Der Job nach der Restaurierung von Ende der 1990er-Jahre

Der Bildstock Job ist ein religiöses Kleindenkmal in der Gemarkung von Mülheim-Kärlich im Bracheter Weg an der früheren Gabelung der Wege nach Kärlich und nach Mülheim. Er markierte die Grenze, bis zu der Aussätzige aus dem Leprosenheim oder Siechenheim an der Kapelle Am Guten Mann kommen durften, um für sie bereitgelegte Gaben abzuholen.

## Geschichte
Der Bildstock Job wurde wahrscheinlich im 12. oder 13. Jahrhundert erstmals errichtet, als Aussätzige an den Guten Mann kamen, wo sie von Kartäusermönchen aus Koblenz betreut und gepflegt wurden. Er ist aus Stein, einschließlich Sockel etwa 2,50 Meter hoch und im oberen Teil zu einem Spitzdach abgeschrägt, ohne Schiefer- oder Ziegeleindeckung. An seiner Nordseite ist eine Nische mit Rundbogen eingearbeitet, in der hinter einem eisernen Gittertörchen eine Heiligenfigur steht.
Für den Namen Job (der deutsch und nicht etwa englisch mit „dsch“ auszusprechen ist) gibt es verschiedene Deutungen. Am wahrscheinlichsten ist die Ableitung aus dem alttestamentlichen Buch Ijob (Hiob), den immer wieder Schicksalsschläge trafen und der wie die Kranken am Guten Mann vom Aussatz befallen war, aber im Glauben an Gott sein Schicksal trug. Der Heimatforscher Georg Reitz hielt auch eine andere Deutung des Namens für möglich. Nach seiner Auffassung könne Job eine verkürzte Form von Jodokus (Jobst) sein, des Heiligen, der um Segen für die Feldfrüchte angerufen wird, da der Bildstock inmitten der Felder steht.
Der Kiesabbau in unmittelbarer Nähe beziehungsweise die Unachtsamkeit der Lkw-Fahrer hatte dem Bildstock im Laufe der 1990er-Jahre sehr geschadet, sodass er aus dem vorhandenen Material neu aufgebaut werden musste. Seit Ende der 1990er-Jahre steht er wieder an seinem alten Platz, allerdings in veränderter Form mit einem breiten Sockel, der vor erneuter Zerstörung schützen soll. Ein ortsansässiger Maurermeister und ein Maler und Anstreicher bewahrten mit dieser Arbeit ein kleines Denkmal vor dem Verschwinden. Ob und wie oft der Bildstock in den zurückliegenden Jahrhunderten schon erneuert wurde, ist nicht bekannt.
Nach der letzten Restaurierung zog der Bildstock mehrmals Diebe an. Das Eisentürchen vor der Bildnische wurde aufgebrochen, um die Statuen zu entwenden, obwohl es Gipsfiguren von geringem materiellen oder historischen Wert waren.